# Bannana
Genre
Bannana est un genre d'araignées aranéomorphes de la famille des Oonopidae.

## Distribution
Les espèces de ce genre sont endémiques du Yunnan en Chine,.

## Liste des espèces
Selon World Spider Catalog (version 25.0, 11/07/2024) :
- Bannana crassispina Tong & Li, 2015
- Bannana parvula Tong & Li, 2015
- Bannana songxiaobini Tong & Li, 2019
- Bannana zhengguoi Tong & Li, 2024

## Systématique et taxinomie
Ce genre a été décrit par Tong et Li en 2015 dans les Oonopidae.

## Publication originale
- Tong & Li, 2015 : « One new genus and two new species of oonopid spiders from Xishuangbanna Rainforest, southwestern China (Araneae, Oonopidae). » ZooKeys, no 494, p. 1-12 (texte intégral).